# Ally Maki
 (juin 2018).
Si vous disposez d'ouvrages ou d'articles de référence ou si vous connaissez des sites web de qualité traitant du thème abordé ici, merci de compléter l'article en donnant les références utiles à sa vérifiabilité et en les liant à la section « Notes et références ».
Pour les articles homonymes, voir Maki.
Ally Maki, née le 1er janvier 1986 à Seattle (Washington), est une actrice américaine. 
Elle est surtout connue pour son rôle de Jess Kato dans la série comique Wrecked de TBS (2016–2018).

## Carrière
Maki est connue pour son rôle dans le film de télévision iCarly : iGo to Japan (2008), ainsi que pour ses nombreuses apparitions dans des films et séries télévisées, comme Step Up 3D (2010). Elle a joué des rôles de soutien dans les comédies dramatiques The Family Tree (2011) et Geography Club (2013).
De 2009 à 2010, Maki a joué le rôle de Dawn dans la série comédie-dramatique 10 Things I Hate About You. Elle a été dans les considérations finales pour jouer le rôle d'Alice dans le film de 2012 The Perks of Being a Wallflower, qui est finalement allé à Erin Wilhelmi.
Depuis 2016, elle joue le rôle de Jess Kato dans la série comique Wrecked de TBS.

## Filmographie

### Cinéma
- 2003 : 80's Ending (court-métrage)
- 2003 : Rogues : Teddy Gordon : Choir
- 2010 : The Prankster : Kassandra Yamaguchi
- 2011 : Recess Court : Cassie (court-métrage)
- 2011 : The Family Tree : Shauna
- 2012 : Beach Bar : Ireene Saki Zbeitnefski et Merbaby
- 2012 : Music High : Ally
- 2013 : Geography Club : Min
- 2013 : Amelia's 25th : Ally
- 5 Years Apart[Quand ?]
- 2021 : Home Sweet Home Alone de Dan Mazer

### Télévision

#### Séries télévisées
- 2002 : Ma famille d'abord : Sasha
- 2003 : Urgences : Missy
- 2003 : Phénomène Raven : Élève no 2
- 2003 : Buffy contre les vampires : fille japonaise
- 2008 : Terminator Les Chroniques de Sarah Connor : Élève
- 2008 : Miss Guided : Michelle
- 2008 : Privileged : Breckyn
- 2008 : iCarly va au Japon : Kyoko
- 2009 : Bones : Dr Haru Tanaka
- 2009–2010 : 10 Things I Hate About You : Dawn
- 2009 : Greek : Belle fille sexy de la Renaissance
- 2010 : The Big Bang Theory : Joyce Kim
- 2011 : Workaholics : Brenanda
- 2011 : Franklin and Bash : Tonia
- 2012 : Shake It Up : Keiko Ishizuka
- 2012 : Hot in Cleveland : Brooke
- 2013 : 2 Broke Girls : June
- 2015 : NCIS : Marie Manna
- 2016 : New Girl : Kumiko
- 2016–2018 : Wrecked : Jess
- 2017 : Dear White People : Ikumi
- 2018 : Cloak and Dagger : Mina Hess
- 2023 : The Big Door Prize : Hana

#### Téléfilms
- 2007 : Subs : Alexa Tanaka

### Sur internet
- 2010 : Crazy/Sexy/Awkward : Rosemary
- 2012 : Company Car : Ally